# حمرور
الحمرور (الاسم العلمي: Hyparrhenia) هي جنس من النباتات يتبع الفصيلة النجيلية من رتبة القبئيات.